# 束凤英
束凤英（1940年—2015年3月21日），江苏宜兴人，紫砂陶艺家。

## 生平
束凤英出生于宜兴丁蜀镇。1955年，16岁时进入蜀山陶业生产合作社（宜兴紫砂工艺厂前身），师从紫砂名家顾景舟。后又跟随名师裴石民学习制作花货。1981年，进入紫砂研究所工作。1983年，她曾赴中央工艺美术学院进修。1995年退休。她培养过五批共100多位学生，包括张毅、丁洪顺、高建华、高建芳、丁亚平等。2015年3月21日去世，终年75岁。

## 家庭
束凤英为束六度之女。其胞弟束旦生、儿子万亚钧亦皆为紫砂艺人。